# Србољуб Ивановић
Србољуб Срба Ивановић (Крагујевац, 1930 — Чикаго, 19. децембар 2007) био је српски глумац и певач.

## Живот и рад
Детињство је провео у Крагујевцу, где је завршио и средње образовање. У нишком Народном позоришту прву улогу добио у представи Мирни људи Ирвина Шоа, у режији Александра Ђорђевића, чија је премијера била 27. септембра 1955. године, да би 15. марта 1971. године одиграо своју последњу премијерну улогу (Свебора) у Кули од лобања Вука Вуча, у режији Градимира Мирковића, пре одласка у Чикаго.
Био је певач забавних и народних мелодија изванредних гласовних могућности. За Радио Ниш снимио велики број народних песама и шлагера, учествовао на фестивалима, снимио неколико грамофонских плоча за ПГП РТ Београд. Након одласка у Америку у Србији је готово заборављен. О његовом животу и раду у Чикагу ништа се не зна, јер је био прекинуо све контакте са Нишом после протурања разних гласина (које су коришћене у политичке сврхе) о његовој делатности у иностранству. Али Ниш није заборавио, долазио је свакога лета, дружећи се са малим бројем пријатеља, готово до своје смрти.

## Позоришне улоге (изводи)
Играо је у представама (извод): Мадам Сан-Жен В. Сарду и Е. Моро, р. Душан Радић (Жакер); Заклињем се Жака Конфина, р. Рајко Радојковић (Коле); Хасанагиница М. Огризовића, р. Р. Радојковић (Аскер), Поход на север Ибзена, р. Александар Ђорђевић; Плачи вољена земљо Д. Патона, р. А. Ђорђевић; Госпођа министарка Б. Нушића, р. А. Ђорђевић (Сима Поповић); Ивкова слава С. Сремца, р. Душана Животића, 1957; Посета старе даме Фридриха Диренмата, р. Александар Гловацки (Боби); Нежна птица младости Т. Вилијемса, р. А. Ђорђевић, 1960; Аутобиографија Б. Нушића, р. Љуба Милошевић, учествовала на 6. Стеријином позорју 1961. (Будући биограф, Живко, Директор, Глумац, II извођач професија); Дундо Мароје М. Држића, р. Радослав Дорић, 1964, (Уго); Хамлет В. Шекспира, р. Славољуб Стефановић, 1965, (Дух Хамлетовог оца), На рубу памети М. Крлеже, р. Градимир Мирковић, 1965; На дну Горког, р. Марислав Радисављевић, 1967; Ивкова слава С. Сремца, сценарио и режија Градимир Мирковић, 1968. (Мита Јовановић – Курјак и певач); Опера за три гроша Б. Брехта, р. М. Радисављевић, 1968.

## Филм
- Улога Певача у „Сунцу туђег неба“, Арсена Диклића и Богдана Јовановића, 1968.

## Грамофонске плоче
- Повратка нема, сингл са четири песме, ПГП РТБ, 1966,
- Ја не желим твоје сузе, сингл с четири песме, ПГП РТБ, 1968;
- Погреших само једно, сингл са четири песме, ПГП РТБ, ЕП 17160, 1970;
- Ивкова слава (заједничка), ЛП са представе „Ивкова слава“, Народно позориште Ниш, „Победа“ Крушевац и Дискос Александровац, 1971;